# El Internado: Las Cumbres
El internado: Las Cumbres (bra: O Internato: Las Cumbres) é um série de televisão espanhola de mistério e drama adolescente-thriller que estreou na Amazon Prime Video em 19 de fevereiro de 2021. Produzido por Atresmedia Studios e Globomedia (A Mediapro Studio), é um reboot da popular série El Internado, originalmente exibida de 2007 a 2010.

## Sinopse
Depois de uma tentativa de fuga sem sucesso, Manuel desaparece no bosque por ação de um homem misterioso, com uma máscara de corvo. Apesar da disciplina férrea do internato, Paul, Amaia e seus amigos não deixam de procurá-lo um minuto sequer. Em sua aventura, descobrem que a antiga loja que havia no bosque, o Ninho do Corvo, ainda é palco de crimes, e que o internato é mais do que um colégio.

## Elenco

### Principais
- Asia Ortega como Amaia Torres
- Albert Salazar como Paul Uribe
- Daniela Rubio como Adéle Uribe
- Claudia Riera como Inés Mendoza / Alicia Bernal
- Paula del Río como Paz Espinosa (1ª-2ª Temporada)
- Daniel Arias como Eric Guerrero
- Gonzalo Díez como Julio Ramírez
- Mina El Hammani como Elvira
- Clara Galle como Eva Merino (2ª Temporada)

### Recorrente
- Carlos Alcaide como Manuel "Manu" Villar
- Alberto Amarilla como Elías (1ª Temporada)
- Ramiro Blas como Darío Mendoza
- Joel Bosqued como Álvaro León
- Natalia Dicenta como Mara
- Aitor Beltrán como Fran
- Francisca Aronsson como Rita Ramirez (1ª Temporada)
- Kándido Uranga como Arturo Lago
- Lucas Velasco como Mario
- Joseba Usabiaga como Luis
- Patxi Santamaría como Pelayo Ledesma (1ª-2ª Temporada)
- Amaia Lizarralde como Celia
- Iñake Irastorza como Virginia
- Sara Balerdi como Alba González (1ª Temporada)
- Asier Hernández como Agente Cavilla
- Irene Anula como Patricia Brun (2ª Temporada)
- Alberto Berzal como Salvador (2ª Temporada)
- Nicolas Cazalé como Marcel (2ª Temporada)
- Annick Weerts como Nicole (2ª Temporada)

## Produção e lançamento
Criada por Laura Belloso e Asier Andueza e produzida pela Atresmedia Studios e Globomedia, a série é um reboot da série El Internado, originalmente exibida de 2007 a 2010, e da qual Belloso e Andueza foram respectivamente co-criador e roteirista. Asier Andueza, Laura Belloso, Sara Belloso e Abraham Sastre foram encarregados de escrever o roteiro. Belloso e Denis Rovira Van Boekholt dirigiram os episódios. Os créditos rolantes trazem o tema "Corre" interpretado por Natalia Lacunza. As filmagens começaram em Navarra em 3 de março de 2020. Os locais de filmagem incluíram o Mosteiro de Irache em Navarra, San Sebastián , Hondarribia , Lazkao , Usurbil , Ergoien, Bilbao, Anglet e cenários no complexo Zinealdea em Oiartzun. A primeira temporada consistiu em 8 episódios com um tempo de execução de aproximadamente 50 minutos.
Após as mortes que marcaram a primeira temporada, agora tudo indica que um serial killer pode estar à solta no isolado internato e todos os alunos podem estar em perigo. A Prime Video estreou no dia 1 de Abril, a temporada 2 de O Internato: Las Cumbres, o reboot da série espanhola de sucesso, O Colégio da Lagoa Negra. Esta nova temporada conta com 8 episódios. 

## Ligações Externas
- El Internado: Las Cumbres. no IMDb.